# Neoregelia oligantha
Neoregelia oligantha är en gräsväxtart som beskrevs av Lyman Bradford Smith. Neoregelia oligantha ingår i släktet Neoregelia och familjen Bromeliaceae. Inga underarter finns listade i Catalogue of Life.